# قنفذي متعدد القرون
القنفذي متعدد القرون أو القرقفان متعدد القرون (باللاتينية: Echinops polyceras) نوع نباتي ينتمي إلى جنس القنفذي من الفصيلة النجمية.

## الموئل والانتشار
ينتشر هذا النوع في بلاد الشام وسيناء.